# Ezra Koenig
Ezra Michael Koenig (1984. április 8. –) magyar származású, kétszeres Grammy-díjas amerikai zenész, énekes, dalszerző, producer, multi-instrumentalista, rapper, drámaíró és rádiós személyiség. A Vampire Weekend énekeseként, gitárosaként és dalszerzőjeként ismert. A Neo Yokio animációs Netflix-sorozat készítője és az Apple Music rádió Time Crisis with Ezra Koenig műsorának műsorvezetője. A műsor hetedik évadában jár.
Koenig sok díjat elnyert, többek között öt Grammy-díj jelölést a Vampire Weekenddel végzett munkájáért 2010-ben, 2013-ban és 2019-ben, amelyből kettőt nyert el a Legjobb alternatív zenei album kategóriában (2013, 2019). 2016-ban jelölve volt az Év albuma díjra is produceri munkájáért Beyoncé Lemonade albumán.

## Korai évek
Ezra Michael Koenig 1984. április 8-án született New Yorkban Bobby Bass és Robin Koenig gyermekeként. Zsidó származású, családja Magyarországról és Romániából érkezett az Egyesült Államokba. Szülei Manhattanben laktak, mielőtt Glen Ridge-be költöztek volna, nem sokkal Ezra megszületése után. A Glen Ridge Középiskolában végezte tanulmányait. Egy húga van, Emma Koenig (1988–), aki többek között a F*CK! i'm in my twenties és a Moan könyvek szerzője. Ezra 10 éves korában kezdett el zenével foglalkozni, az első dalának címe Bad Birthday Party volt.
Mikor a Columbia Egyetemen tanult volt egy blogja Internet Vibes címen, amelyen divatról, egzisztencializmusról, személyes identitástól és modern kultúráról írt. Miután befejezte tanulmányait, angoltanárként dolgozott a Junior High School 258-ben Brooklynban. Tanítványai emlékei szerint Koenig gyakran magával hozta gitárját tanórákra, annak ellenére, hogy megpróbálta elrejteni zenei karrierjét. Laza tanárként volt ismert, akinek jó kapcsolata volt tanítványaival. 2007-ben az XL Recordings-zal kötött szerződése miatt félbeszakadt tanári karrierje.
Iskolai évei során gyakran dolgozott együtt gyerekkori barátjával, Wes Milesszal (jelenleg a Ra Ra Riot frontembere). Koenig és Miles együtt alapította a The Sophisticuffs együttest. 2004-ben megalapította a L'Homme Run rap-együttest Andrew Kalaidjiannal és Chris Tomsonnal.

## Karrier

### Vampire Weekend (2006–)
2005-ben Ezra megalapította az indie rock együttest, a Vampire Weekendet. Az együttes neve egy filmből jön, amelyet Koenig és barátai készítettek. A filmben Koenig volt a főszereplő, Walcott, aki Cape Codból menekül, mert azt hiszi, hogy vámpírok fogják megtámadni. Az együttes debütáló albumában sok hivatkozás van a filmre.

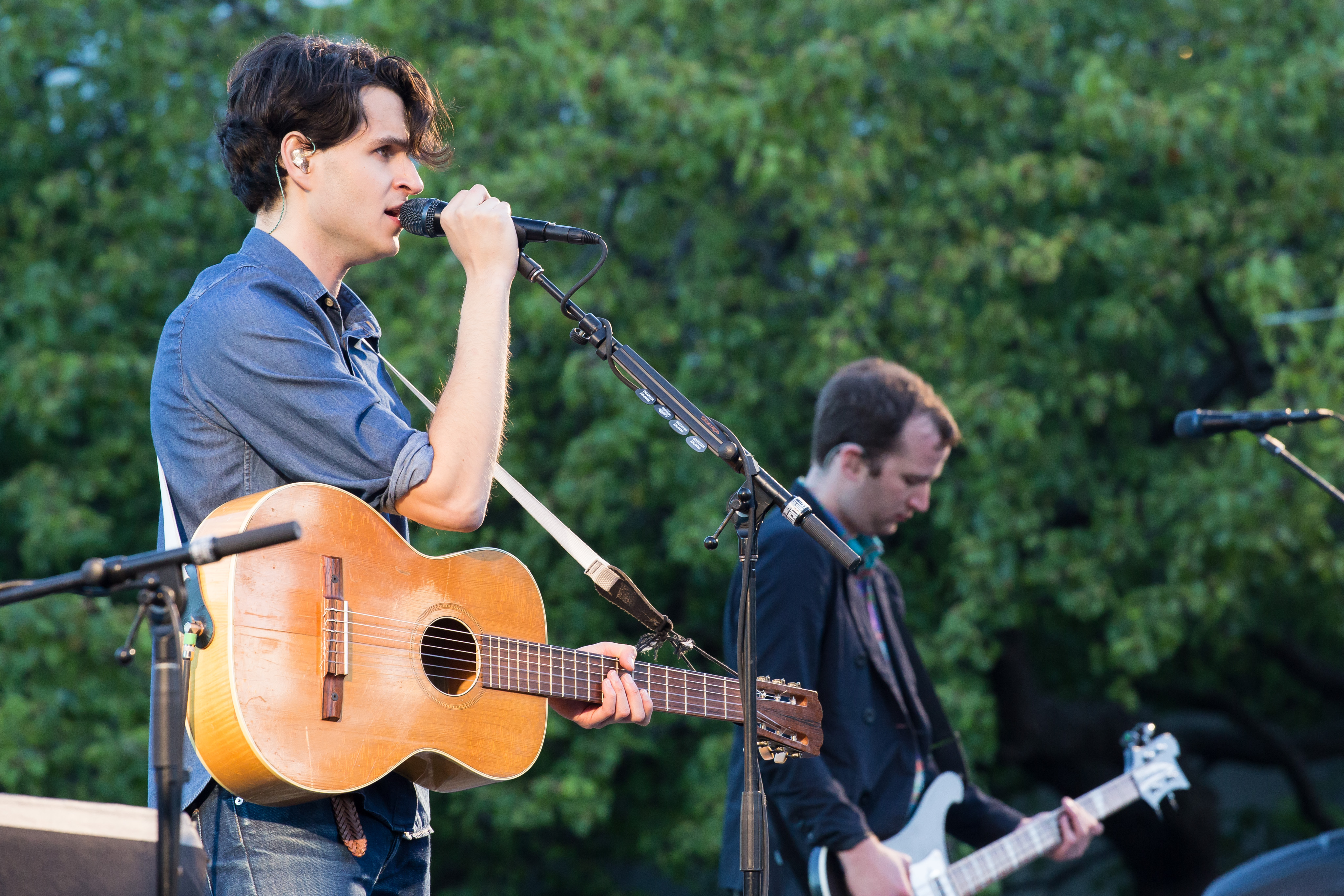
Koenig a Vampire Weekenddel, 2014-ben

Ezra 2003-ban találkozott az együttes tagjaival a Columbia Egyetemen. Chris Tomsont már korábban is ismerte Koenig, majd Rostam Batmanglij-val egy buliban ismerkedett meg és lettek jóban. Az utolsó tag, akit megismertek Chris Baio volt, aki Koeniggel lakott egy lakásban második egyetemi évében és mindketten kedvelték a Destiny's Child-ot. A csoport azonnal zenélni kezdett, 2006-ban játszották első koncertjüket az egyetemen. Mikor demófelvételeik felkerültek az internetre, olyan oldalak, mint a Pitchfork és a Stereogum is írt róluk. Anélkül, hogy kiadtak volna egy stúdióalbumot, teltházas koncerteket adtak és a Spin magazin címlapján szerepeltek.
A debütáló albumuk 2008. január 29-én jelent meg és az év végére felléptek a Saturday Night Live-ban, a Glastonbury Fesztiválon és eladtak több, mint fél millió albumot. Ezt követően az együttes három albumot adott ki: a Contra (2010), a Modern Vampires of the City (2013), és a Father of the Bride (2019).
Az együttes több Grammy-díj-jelölést is kapott. 2011-ben a Contrát jelölték a Legjobb alternatív zenei album díjra, de alulmaradt a The Black Keys Brothers albumával szemben. 2014-ben jelölték a Modern Vampires of the City-t a díjra, amelyet ezúttal meg is nyert a Vampire Weekend. 2020-ban a Father of the Bride ismét elnyerte a Legjobb alternatív zenei album díjat és nevezték az Év albuma kategóriában is. A Harmony Hall-t jelölték a Legjobb rockdal díjra is.

### Time Crisis(2015–)
2015-ben Koenig elindította a saját rádióját az Apple Music műsorában.
A Time Crisis műsorvezetője Koenig és Jake Longstreth (amerikai festő, zenész). Minden epizód két óra hosszú, amely időben többek között rajongói levelekre is válaszolnak. A részek végén Koenig és Longstreth az azon hét Apple Music Top 5 dalairól beszélgetnek.
A műsorban szerepelt többek között Jonah Hill, Rashida Jones, Mark Ronson, Florence Welch, Jamie Foxx, Tim Heidecker, James Corden és Emma Koenig.
A műsor a hetedik évadában jár, két hetente jelennek meg új részei.

### Neo Yokio(2017–2018)
Mikor Koenig és a Vampire Weekend hiátuson voltak, Koenig írt és producere volt egy animált sorozatot egy depressziós, démonokkal küzdő fiúról, akinek szinkronhangja Jaden Smith volt. A sorozat, a Neo Yokio 2017 szeptemberében debütált a Netflixen. Koenig 2015-ben írta meg és 2016-ra be is fejezték, de a Fox csatornával való félreértések miatt elhalasztották, míg a Netflix át nem vette.
A Neo Yokio egy anime stílusában van animálva, de Koenig elmondása szerint nem hagyományos anime, csak inspirálta a stílus.
Kiadásakor a műsor negatív és pozitív kritikákat is kapott, a Rotten Tomatoes weboldalon 54%-os értékelést kapott. Shannon Liao (The Verge) kritizálta a szinkronszínészi teljesítményt és a sorozat történetét. A The New York Times optimistább reakciót adott rá.
A Time Crisis egy 2018-as epizódjában Koenig azt mondta, hogy "Neo nem halott". Ennek ellenére a Netflix a következő hónapban törölte a műsort.

## Egyéb projektek
2009-ben énekelt a Discovery debütáló albumán, a Carby dalon. Ugyanebben az évben szerepelt a The Very Best, Warm Heart of Africa című dalán, a Theophilus London, Pyromiltia dalán, a Chromeo, I Could Be Wrong dalán és Abd al Malik, Dynamo című számán.
2012-ben Koenig előadta az I Think Ur a Contra dalt Angélique Kidjóval. A Duck Sauce Barbra Streisand című dalának videóklipjében énekelt. Max Winkler Mögöttes szándék című filmjében szerepelt Koenig feldolgozása a Papa Hobo dalból (eredetileg: Paul Simon).
2013-ban közreműködött Major Lazerrel a Jessica című számon.
2014-ben Koenig dolgozott a Chromeo, Ezra's Interlude című dalán, illetve a SBTRKT New Dorp, New York számán. Szerepelt a Csajok HBO-sorozatban, illetve a Haim és A$AP Ferg, My Song 5 című dalának videóklipjében. A 86. Oscar-díjátadón fellépett Karen O-val.
2016-ban szerzője és producere volt Beyoncé Hold Up című számának, amelynek következtében jelölve volt az Év albuma díjra. 2016 januárjában és áprilisában Koenig fellépett Bernie Sanders egyik kampányeseményén.
2017-ben Koenig szerepelt a Charli XCX Boys című videóklipjéban.
2018-ban producere és dalszerzője volt James Corden, I Promise You kislemezén a Nyúl Péter filmből, amelyben gyakran szerepeltek Vampire Weekend dalok is.
2020 februárjában a Vampire Weekend fellépett Bernie Sanders elnökjelölt kampányeseményén.

## Befolyások
Koenig 9 éves korától a zene rajongója volt. Egy 2014-ben készített interjúban elmondta, hogy "Az apám nagy zenerajongó, szóval már csak az, hogy abban a házban nőttem fel, mindig vette az új menő zenét. Nagyon jól ismertem a Ramonest, a Run DMC-t, a Blondiet – tipikus New York-i zenét." Középiskolai éveiben megváltozott zenei ízlése: "Voltak idősebb barátaim, akik teljesen odavoltak a hiphopért, mint a De La Soul, a Tribe Called Quest."
Koenig rajongója olyan együtteseknek, mint a The Grateful Dead és a Sublime.

## Magánélete
2018 augusztusában született meg Koenig és Rashida Jones első gyermeke.